# Фома Яремчук
Фома Яремчук (нем. Foma Jaremtschuk) — вымышленный автор нескольких сотен рисунков, экспонируемых в различных западных[уточнить] странах, начиная с 2006 года.

## Биография
Согласно биографии художника, распространённой в мировой художественной критике, Фома Яремчук родился в 1907 году в Сибири. В 1936 году был репрессирован — по данным австралийского искусствоведа Колина Родса, в рамках раскулачивания, согласно биографии на сайте лондонской галереи Генри Боксера, полностью посвящённой так называемому искусству аутсайдеров, осуждён за «клевету на СССР» (англ. slander against the USSR). В 1947 году в связи с развившимся психическим заболеванием был переведён в психиатрическую больницу, где находился до 1963 года; его лечением будто бы занимался психиатр М. П. Кутанин. Именно к этому периоду будто бы относятся его художественные работы. В 1963 году в связи с ухудшением состояния был переведён в интернат, где и умер в 1986 году.

## Характеристика творчества
Яремчука называли типичным представителем ар брют, поскольку его работы созданы в изоляции от общества и вне всякой связи с художественной традицией. Его рисунки навеяны лагерной и больничной обстановкой и выражают характерную для этих условий дегуманизацию: персонажи рисунков уподобляются животным, изображены в разрезе, как в анатомическом атласе, в их тела вторгаются звери и механизмы. Сюжеты рисунков Яремчука, происходящие в сюрреальном мире сродни кафкианскому, заставляют К. Родса говорить об «огромной, стихийной силе» этого художника.

## Выставочная история
В 2006 г. первую серию работ Яремчука приобрела у некоего Алекса Гесса немецкая галеристка Сюзанна Цандер (нем. Susanne Zander). В 2007 г. они были представлены ею на Кёльнской художественной ярмарке Cologne Fine Art, отличающейся особым интересом к ар брют. В 2008 г. Цандер выпустила альбом с рисунками Яремчука и предисловием художественного критика Катрин Лорх.
В 2010-е гг. продвижением работ Яремчука занялся лондонский галерист Генри Боксер. Он, в частности, представил ряд рисунков в Нью-Йорке на 25-й международной ярмарке аутсайдерского искусства Outsider Art Fair.
В 2017 г. альбом «Фома Яремчук: новонайденный мастер ар брют» (англ. Foma Jaremtschuk: An Art Brut Master Revealed) с предисловием К. Родса был опубликован в Северной Македонии.

## Разоблачение мистификации
В 2019 г. журналистское расследование М. Яшнова и Ю. Вишневецкой для сайта «Медуза» установило, что рисунки Яремчука, по всей вероятности, выполнены волгоградским художником Станиславом Азаровым (род. 1977): среди собственных работ Азарова есть многие, напоминающие Яремчука по стилю и элементам техники, но и непосредственно рисунки Яремчука в прошлом распространялись Азаровым как свои. Сам Азаров в беседе с журналистами признал своё авторство. Инициаторами мистификации, за бесценок скупившими работы у Азарова и продавшими их западным галеристам, расследование называет Алекса Гесса, известного в России как владелец небольшого строительного бизнеса, а также связанного с ним художника и арт-менеджера Петра Дзогабу. В октябре 2019 г. Азаров опубликовал видеообращение с официальным заявлением о том, что работы Яремчука выполнены им, указав при этом, что никаких юридических претензий никому предъявлять не намерен. 23 октября 2020 г. в волгоградском музее им. Машкова открылась персональная выставка Станислава Азарова под названием «Стас Азаров. Не Фома, не Яремчук».